# Marale (ort)
Marale är en ort i Honduras.   Den ligger i departementet Departamento de Francisco Morazán, i den centrala delen av landet, 90 km norr om huvudstaden Tegucigalpa. Marale ligger 758 meter över havet och antalet invånare är 1 523.
Terrängen runt Marale är bergig. Runt Marale är det glesbefolkat, med 14 invånare per kvadratkilometer. Närmaste större samhälle är Sulaco, 13,1 km väster om Marale.  